# Epilobium forbesii
Epilobium forbesii là một loài thực vật có hoa trong họ Anh thảo chiều. Loài này được Allan mô tả khoa học đầu tiên năm 1961.